# Monte Cimone (P 02)
Il Monte Cimone, distintivo ottico P 02 (situato nello specchio di poppa), è un pattugliatore multiruolo del Servizio navale della Guardia di Finanza. È la seconda di una classe di due unità che assieme rappresentano le navi più grandi mai costruite per le Fiamme Gialle.

## Descrizione
Il Monte Cimone è stato costruito presso il cantiere navale "Vittoria" di Adria (RO) sulla base del progetto della classe di pattugliatori tipo Damen Stan 5009 "Sea Axe" e finanziato dall'Agenzia europea per il controllo delle frontiere marittime (Frontex). L'unità deve il proprio nome alla località dove ebbero luogo i due distinti assalti sostenuti da parte dei finanzieri del V battaglione "Bologna" durante la prima guerra mondiale (2 e 4 luglio 1916), ed è la seconda unità battezzata in tal modo preceduta soltanto dalla motovedetta omonima entrata in servizio nel 1959. Il pattugliatore è stato varato il 5 novembre 2013 con una cerimonia solenne che ha visto la partecipazione del comandante in seconda della Guardia di Finanza, il gen. c.a. Vito Bardi. 
Il pattugliatore, che ha lo scafo in acciaio ad alta resistenza e le sovrastrutture in lega leggera di alluminio, è entrato in servizio il 23 settembre 2015 con la consegna della bandiera navale, ha un dislocamento a pieno carico pari a 460 tonnellate ed è dotato di un sistema di comando e controllo della AlmavivA, mentre caratteristica progettuale distintiva è la prua a taglio dritto («axe bow») che riduce l'accelerazione verticale, attutendo i colpi e migliorando la tenuta del mare contribuendo alla qualità della vita di bordo. Posto alle dipendenze del COAN (Comando operativo aeronavale della Guardia di Finanza) di Pratica di Mare è basato presso la Stazione navale di manovra di Messina unitamente al gemello Monte Sperone, da dove prendono parte all'operazione Triton per il contrasto del traffico di esseri umani, il controllo dei flussi migratori ed eventuali operazioni di ricerca e soccorso (SAR) in mare.

## Navi gemelle
- Monte Sperone
- Osum